# Jorn Vancamp
Jorn Vancamp (* 28. Oktober 1998 in Antwerpen) ist ein belgischer Fußballspieler. 

## Karriere
Vancamp begann seine Karriere beim RSC Anderlecht. Sein einziges Spiel in der Division 1A hatte er am 25. September 2016 gegen den KVC Westerlo. Bei den meisten Spielen gehörte er nicht zum Spieltagskader. In der Saison 2017/18 wurde er an Roda JC Kerkrade ausgeliehen. Kerkrade spielte in dieser Saison in der Eredivisie, der höchsten niederländischen Spielklasse.
Nach Ablauf dieser Leihe wechselte er zu KFCO Beerschot Wilrijk, im Juli 2019 in K Beerschot VA umbenannt, in der Zweiten Division. In der Saison 2018/19 bestritt er 15 von 28 möglichen Ligaspielen, in den er ein Tor schoss, für Beerschot sowie zwei Pokalspiele. Von Dezember 2018 bis zum Ende der Saison 2018/19 fiel er aufgrund eines Kreuzbandrisses verletzt aus.
In der nächsten Saison waren es 19 von 28 möglichen Ligaspielen mit einem geschossenen Tor und erneut zwei Pokalspielen. Von Januar 2020 fiel er bis Saisonende wegen eines Syndesmosebandrisses aus. Die Saison endete mit dem Aufstieg von Beerschot in die Division 1A. Dort wurde er nicht eingesetzt.
Anfang Oktober 2020, kurz vor Ende des wegen der COVID-19-Pandemie verlängerten Transferfensters, wurde er für den Rest der Saison 2020/21 in die Niederlande zum in der Eerste Divisie, der zweithöchsten niederländischen Liga, spielenden FC Eindhoven ausgeliehen. Infolge Oberschenkel- und Leistenprobleme sowie eine COVID-Infektion bestritt er nur 5 von 32 möglichen Ligaspielen für Eindhoven.
Nach Ende der Ausleihe gehörte er in der Saison 2021/22 wieder zum Kader von Beerschot, wurde aber nicht eingesetzt. Anfang September 2021 wurde sein Vertrag vom Verein aufgelöst.
Nachdem er einige Zeit ohne Vertrag war, fand er Anfang Februar 2022 mit Tampereen Ilves in Finnland einen neuen Verein. Vancamp bestritt drei Spiele in der Liga, zwei im Ligapokal mit einem geschossenen Tor und eins im Pokal mit ebenfalls einem Tor. Sein Vertrag endete Ende Juni 2022.
Ende Juli 2022 durfte er mit der U 23-Mannschaft von Oud-Heverlee Löwen, die an der Saison 2022/23 in die 1. Division Amateure eingegliedert wurde, mittrainieren. Infolge erhielt er dort ab 1. August 2022 einen Vertrag.

## Nationalmannschaft
Von 2016 bis 2017 stand Vancamp im Kader der belgischen U-19-Nationalmannschaft.